# Звениговский район

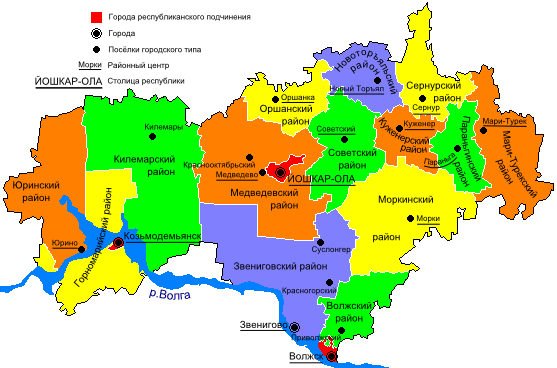
Республика Марий Эл

Звениговский район (мар. Звенигово район / Провой кундем) — административно-территориальная единица и муниципальное образование (муниципальный район) в составе республики Марий Эл Российской Федерации.
Административный центр — город Звенигово.

## География
Звениговский район Марий Эл расположен на левом берегу Волги и граничит с юга по Волге с республикой Чувашия, на западе — с Килемарским, на севере — с Медведевским и Советским, на востоке — с Моркинским и Волжским районами республики Марий Эл.
Площадь района — 2748 км² (или 274 800 га). Из всей площади района 81,4 % площади занимали леса, 11,3 % — сельхозугодия. Протяжённость района с востока на запад — 80 км, с севера на юг — 60 км.

## История
Образован в 1924 году как Звениговский кантон в составе Марийской автономной области с центром в рабочем посёлке Звенигово. В 1932 году кантон был переименован в Звениговский район, с 1936 года — в составе Марийской АССР. 11 марта 1959 года к Звениговскому району была присоединена часть территории упразднённого Семёновского района.
В соответствии с Законом Республики Марий Эл от 18 июня 2004 года № 15-З «О статусе, границах и составе муниципальных районов, городских округов в Республике Марий Эл» район преобразован в  Звениговский муниципальный район в составе республики Марий Эл.

## Население
| 2002    | 2009    | 2010    | 2011    | 2012    | 2013    | 2014    |
| ------- | ------- | ------- | ------- | ------- | ------- | ------- |
| 46 267  | ↘45 166 | ↘44 976 | ↘44 888 | ↘44 324 | ↘43 769 | ↘43 487 |
| 2015    | 2016    | 2017    | 2018    | 2019    | 2020    | 2021    |
| ↘43 154 | ↘42 534 | ↘42 017 | ↘41 420 | ↘40 666 | ↘40 204 | ↘39 456 |
| 2023    |         |         |         |         |         |         |
| ↘38 830 |         |         |         |         |         |         |

### Урбанизация
В городских условиях (город Звенигово, пгт Красногорский и Суслонгер) проживают 50,24 % населения района.

### Национальный состав
Национальный состав населения Звениговского района согласно Всероссийской переписи населения 2010 года. По данным переписи в районе встречаются представители 41 национальности.
| №  |                           | Численность населения, чел. (2010) | % от всего | % от указав- ших нацио- наль- ность |
| -- | ------------------------- | ---------------------------------- | ---------- | ----------------------------------- |
|    | всего                     | 44 976                             | 100,00 %   |                                     |
| 1  | Марийцы                   | 22 162                             | 49,28 %    | 51,52 %                             |
| 2  | Русские                   | 16 118                             | 35,84 %    | 37,47 %                             |
| 3  | Чуваши                    | 2166                               | 4,82 %     | 5,03 %                              |
| 4  | Татары                    | 1954                               | 4,34 %     | 4,54 %                              |
| 5  | Украинцы                  | 186                                | 0,41 %     | 0,43 %                              |
| 6  | Мордва                    | 97                                 | 0,22 %     | 0,23 %                              |
| 7  | Белорусы                  | 63                                 | 0,14 %     | 0,15 %                              |
| 8  | Узбеки                    | 50                                 | 0,11 %     | 0,12 %                              |
| 9  | Армяне                    | 47                                 | 0,10 %     | 0,11 %                              |
| 10 | Немцы                     | 38                                 | 0,08 %     | 0,09 %                              |
| 11 | Азербайджанцы             | 18                                 | 0,04 %     | 0,04 %                              |
| 12 | Таджики                   | 17                                 | 0,04 %     | 0,04 %                              |
| 12 | Удмурты                   | 17                                 | 0,04 %     | 0,04 %                              |
| 14 | Молдаване                 | 15                                 | 0,03 %     | 0,03 %                              |
|    | другие                    | 71                                 | 0,16 %     | 0,17 %                              |
|    | указали национальность    | 43 019                             | 95,65 %    | 100,00 %                            |
|    | не указали национальность | 1957                               | 4,35 %     |                                     |

По итогам переписи населения 2020 года проживали следующие национальности (национальности менее 0,1 % и другое см. в сноске к строке «Другие»):
| Национальность | Численность, чел. | Доля     |
| -------------- | ----------------- | -------- |
| Марийцы        | 18 784            | 47,61 %  |
| Русские        | 16 120            | 40,86 %  |
| Татары         | 1437              | 3,64 %   |
| Чуваши         | 1367              | 3,46 %   |
| Украинцы       | 91                | 0,23 %   |
| Мордва         | 43                | 0,11 %   |
| Армяне         | 40                | 0,10 %   |
| Другие         | 1574              | 3,99 %   |
| Итого          | 39 456            | 100,00 % |

## Административное деление

Административное деление Звениговского района

В Звениговский район как административно-территориальную единицу входят 1 город районного значения, 2 посёлка городского типа (пгт) и 7 сельских округов. Сельские округа одноимённы образованным в их границах сельским поселениям, а город районного значения и пгт — городским поселениям.
В Звениговский муниципальный район входят 10 муниципальных образований, в том числе 3 городских поселения и 7 сельских поселений.
| №        | Муниципальное образование | Административный центр | Количество населённых пунктов | Население (чел.) | Площадь (км²) |
| -------- | ------------------------- | ---------------------- | ----------------------------- | ---------------- | ------------- |
| 1e-06    | Городские поселения:      |                        |                               |                  |               |
| 1        | Звенигово                 | город Звенигово        | 2                             | ↘11 105          | 45,24         |
| 2        | Красногорский             | пгт Красногорский      | 11                            | ↘9140            | 134,18        |
| 3        | Суслонгер                 | пгт Суслонгер          | 2                             | ↘4088            | 377,49        |
| 3.000002 | Сельские поселения:       |                        |                               |                  |               |
| 4        | Исменецкое                | село Исменцы           | 5                             | ↗1772            | 159,26        |
| 5        | Кокшайское                | село Кокшайск          | 7                             | ↘1518            | 158,25        |
| 6        | Кокшамарское              | деревня Кокшамары      | 7                             | ↘1655            | 498,98        |
| 7        | Красноярское              | село Красный Яр        | 11                            | ↘2745            | 138,86        |
| 8        | Кужмарское                | село Кужмара           | 19                            | ↘3483            | 465,48        |
| 9        | Черноозерское             | посёлок Чёрное Озеро   | 3                             | ↘145             | 516,38        |
| 10       | Шелангерское              | посёлок Шелангер       | 16                            | ↘3179            | 254,66        |

### Населённые пункты
| №  | Населённый пункт       | Тип     | Население | Муниципальное образование         |
| -- | ---------------------- | ------- | --------- | --------------------------------- |
| 1  | 53 квартал             | посёлок | →0        | Кокшайское сельское поселение     |
| 2  | Аниссола               | деревня | ↗157      | Шелангерское сельское поселение   |
| 3  | Арзебеляк              | деревня | ↘99       | Красноярское сельское поселение   |
| 4  | Большие Вележи         | деревня | ↗136      | Кужмарское сельское поселение     |
| 5  | Большие Маламасы       | деревня | ↘349      | Красноярское сельское поселение   |
| 6  | Большое Шигаково       | деревня | ↘45       | Шелангерское сельское поселение   |
| 7  | Большой Кожвож         | деревня | →160      | Кужмарское сельское поселение     |
| 8  | Верхние Памъялы        | деревня | ↗149      | Кужмарское сельское поселение     |
| 9  | Долгая Старица         | деревня | ↘35       | Черноозерское сельское поселение  |
| 10 | Дружба                 | деревня | ↘13       | Кужмарское сельское поселение     |
| 11 | Звенигово              | город   | ↘10 822   | городское поселение Звенигово     |
| 12 | Иванбеляк              | деревня | ↘102      | Кокшамарское сельское поселение   |
| 13 | Изоткино               | деревня | →0        | Кужмарское сельское поселение     |
| 14 | Илеть                  | посёлок | ↘462      | городское поселение Красногорский |
| 15 | Иркино                 | деревня | ↗320      | Красноярское сельское поселение   |
| 16 | Исменцы                | село    | ↘1194     | Исменецкое сельское поселение     |
| 17 | Керебеляк              | село    | ↘189      | Шелангерское сельское поселение   |
| 18 | Кирпичный              | посёлок | ↘92       | городское поселение Красногорский |
| 19 | Кожла                  | деревня | ↘110      | Красноярское сельское поселение   |
| 20 | Кожлангер              | деревня | ↘0        | Шелангерское сельское поселение   |
| 21 | Кожласола              | село    | ↘1635     | городское поселение Красногорский |
| 22 | Кокшайск               | село    | ↘937      | Кокшайское сельское поселение     |
| 23 | Кокшамары              | деревня | ↗1130     | Кокшамарское сельское поселение   |
| 24 | Красногорский          | пгт     | ↘6049     | городское поселение Красногорский |
| 25 | Красный Яр             | село    | ↗1159     | Красноярское сельское поселение   |
| 26 | Кугунур                | деревня | ↘91       | Шелангерское сельское поселение   |
| 27 | Кужмара                | село    | ↗1311     | Кужмарское сельское поселение     |
| 28 | Кукшенеры              | деревня | ↘131      | Исменецкое сельское поселение     |
| 29 | Кушнур                 | деревня | ↘202      | городское поселение Красногорский |
| 30 | Липша                  | деревня | ↘79       | Кокшамарское сельское поселение   |
| 31 | Малая Кужмара          | деревня | ↘161      | Кужмарское сельское поселение     |
| 32 | Малые Маламасы         | деревня | ↘240      | Красноярское сельское поселение   |
| 33 | Малый Кожвож           | деревня | ↗73       | Кужмарское сельское поселение     |
| 34 | Мари-Луговая           | деревня | ↘228      | Исменецкое сельское поселение     |
| 35 | Мари-Отары             | деревня | ↗262      | Исменецкое сельское поселение     |
| 36 | Маркитан               | посёлок | →2        | Черноозерское сельское поселение  |
| 37 | Мельничные Памъялы     | деревня | ↘286      | Кужмарское сельское поселение     |
| 38 | Митюково               | деревня | ↗16       | Кужмарское сельское поселение     |
| 39 | Морканаш               | деревня | ↘50       | Кужмарское сельское поселение     |
| 40 | Мочалище               | посёлок | ↘1451     | городское поселение Суслонгер     |
| 41 | Нижние Памъялы         | деревня | ↘312      | Кужмарское сельское поселение     |
| 42 | Николаевский           | выселок | ↗163      | Шелангерское сельское поселение   |
| 43 | Нуктуж                 | деревня | ↗599      | Кужмарское сельское поселение     |
| 44 | Нуктужское лесничество | посёлок | ↘6        | Кужмарское сельское поселение     |
| 45 | Нурда                  | деревня | →20       | Шелангерское сельское поселение   |
| 46 | Нурдамучаш             | деревня | ↘101      | Кужмарское сельское поселение     |
| 47 | Нурумбал               | деревня | ↘165      | Кужмарское сельское поселение     |
| 48 | Озерки                 | деревня | ↘111      | городское поселение Красногорский |
| 49 | Ошутъялы               | деревня | ↘84       | городское поселение Красногорский |
| 50 | Памаштур               | деревня | ↗44       | Шелангерское сельское поселение   |
| 51 | Поянсола               | деревня | ↘471      | Кужмарское сельское поселение     |
| 52 | Речная                 | деревня | ↗66       | Кужмарское сельское поселение     |
| 53 | Северный               | выселок | ↗16       | Красноярское сельское поселение   |
| 54 | Семёновка              | деревня | ↗230      | Кокшайское сельское поселение     |
| 55 | Сергушкино             | деревня | ↗189      | Красноярское сельское поселение   |
| 56 | Сидельниково           | село    | ↘677      | Кокшамарское сельское поселение   |
| 57 | Сокольный              | посёлок | ↗15       | Кокшамарское сельское поселение   |
| 58 | Сосновка               | деревня | ↘427      | Красноярское сельское поселение   |
| 59 | Спартак                | деревня | ↗69       | Шелангерское сельское поселение   |
| 60 | Степанкино             | деревня | ↘80       | Исменецкое сельское поселение     |
| 61 | Суслонгер              | пгт     | ↘2637     | городское поселение Суслонгер     |
| 62 | Таир                   | посёлок | ↗243      | Кокшайское сельское поселение     |
| 63 | Ташнур                 | деревня | ↘291      | городское поселение Красногорский |
| 64 | Тимофеевский           | выселок | ↘9        | Шелангерское сельское поселение   |
| 65 | Торганово              | деревня | ↗253      | Красноярское сельское поселение   |
| 66 | Трояры                 | деревня | ↘58       | Кужмарское сельское поселение     |
| 67 | Трубный                | посёлок | ↘522      | городское поселение Красногорский |
| 68 | Уржумка                | деревня | ↗63       | Кокшамарское сельское поселение   |
| 69 | Уржумское лесничество  | посёлок | ↗41       | Кокшамарское сельское поселение   |
| 70 | Филиппсола             | деревня | ↗471      | Шелангерское сельское поселение   |
| 71 | Чуваш-Отары            | деревня | ↘283      | городское поселение Звенигово     |
| 72 | Чёрное Озеро           | посёлок | ↘193      | Черноозерское сельское поселение  |
| 73 | Чингансола             | деревня | ↘47       | Шелангерское сельское поселение   |
| 74 | Шалангуш               | деревня | ↗59       | Красноярское сельское поселение   |
| 75 | Шелангер               | деревня | ↗104      | Шелангерское сельское поселение   |
| 76 | Шелангер               | посёлок | ↗2293     | Шелангерское сельское поселение   |
| 77 | Шимшурга               | деревня | ↘238      | Кокшайское сельское поселение     |
| 78 | Шонсола                | деревня | ↘34       | Шелангерское сельское поселение   |
| 79 | Шуйка                  | посёлок | ↘105      | Кокшайское сельское поселение     |
| 80 | Энервож                | деревня | ↘102      | городское поселение Красногорский |
| 81 | Яктерлюбал             | деревня | ↘24       | Шелангерское сельское поселение   |
| 82 | Ялпай                  | деревня | ↘144      | Кокшайское сельское поселение     |
| 83 | Янашбеляк              | деревня | ↘95       | городское поселение Красногорский |

## Местное самоуправление
Главы района - председатели Собрания депутатов
- Наталия Викторовна Лабутина[27]

Главы администрации
- Владимир Евгеньевич Геронтьев[28]
- Сергей Владимирович Петров

## Экономика

### Сельское хозяйство
На 1 января 2004 года в районе насчитывалось 21 сельскохозяйственное, обслуживающее и перерабатывающее предприятие. Главной отраслью сельскохозяйственного производства является животноводство.

## Культура и образование

### Учреждения образования
В 2004 году в Звениговском районе функционировало:
- 12 средних общеобразовательных школ,
- 8 основных общеобразовательных школ,
- 8 начальных школ.

В районе также работают:
- детско-юношеская спортивная школа,
- Красногорский дом детского творчества,
- Звениговский центр детского творчества,
- 13 дошкольных образовательных учреждений,
- 7 дошкольных групп в общеобразовательных школах.

### Учреждения культуры
В районе имеются:
- 31 клубное учреждение (включая 2 автоклуба),
- районный краеведческий музей,
- Звениговская, Кужмарская (с филиалом в селе Красный Яр), Красногорская, Мочалищенская (с филиалом в посёлке Суслонгер) и Кокшамарская детские школы искусств,
- централизованная библиотечная система (26 библиотек).

Также в районе имеется 9 народных коллективов.